# Andrzej Pisalnik
Andrzej Pisalnik (ur. 28 października 1970 w Grodnie) – białoruski dziennikarz narodowości polskiej, tłumacz z języków rosyjskiego i białoruskiego na polski i odwrotnie.

## Życiorys
Pracował w grodzieńskich gazetach „Pahonia”, „Dień”, „Miestnoje Wriemia”. Publikował w pismach branżowych „Mediaekspiert” (Rosja) oraz „Abażur” (Białoruś). Od marca 2005 do sierpnia 2006 pełnił funkcję Redaktora naczelnego tygodnika „Głos znad Niemna” - później „Głos znad Niemna na uchodźstwie”, wydawanego przez Związek Polaków na Białorusi pod kierownictwem Andżeliki Borys, nieuznawany przez władze Białorusi. Od września 2006 jest korespondentem dziennika Rzeczpospolita. Najpierw przez blisko dwa lata pracował w Moskwie, obecnie jest korespondentem własnym w Grodnie. W 2000 bezskutecznie próbował założyć w Grodnie niezależną gazetę „Reporter”. Do rejestracji nie doszło z powodu braku uzgodnienia z władzami miejskimi adresu prawnego redakcji.
Andrzej Pisalnik niejednokrotnie był karany wysokimi karami grzywny oraz aresztami administracyjnymi za swoją działalność społeczną oraz dziennikarską.
W 1999 ukończył studia na Wydziale Dziennikarstwa i Nauk Politycznych Uniwersytetu Warszawskiego. Jest członkiem Rady Naczelnej Związku Polaków na Białorusi pod kierownictwem Andżeliki Borys. Od sierpnia 2013 roku, jako aktywny działacz ZPB zostaje szefem Działu Redakcyjnego przy Zarządzie Głównym ZPB, a zarazem redaktorem naczelnym portalu Znadniemna.pl
Jako tłumacz zaistniał w przekładach:
- na język rosyjski – powieści Ferdynanda Antoniego Ossendowskiego Lenin.
- na język polski tłumaczył: sztukę Tutejsi (biał. „Тутэйшыя”) klasyka białoruskiej literatury Janki Kupały (tłumaczenie na potrzebę Teatru Lalek w Grodnie - niepublikowane), a także, wspólnie z Mirą Łukszą powieść współczesnego białoruskiego autora Walerego Kazakowa pt. Cień Goblina.

Jest żonaty po raz drugi. Ma dwóch synów, z pierwszego i drugiego małżeństwa.

## Nagrody
- 2005 „Złoty Medal” – odznaczenie Stowarzyszenia „Wspólnota Polska” „za wytrwałą i ofiarną pracę na rzecz Rodaków na Białorusi oraz zaangażowanie w krzewieniu języka, tradycji i kultury polskiej” (Stowarzyszenie „Wspólnota Polska”, Warszawa)
- 2005 „Za męstwo i profesjonalizm – imienia Dmitrija Zawadzkiego” (Przyznawana co roku przez telewizję „ORT”, Rosja)
- 2006 „Zołotoj Głagoł” (Złoty Czasownik) – druga nagroda w kategorii „Celne spojrzenie” w konkursie dla dziennikarzy zagranicznych w Rosji (Media Soyuz, Rosja)
- 2013 Nagroda im. Macieja Płażyńskiego[6]
- 2020 nagroda „Semper Fidelis” przyznana przez Instytut Pamięci Narodowej[7]
- 2023 druga nagroda w Konkursie o Nagrodę Marszałka Senatu dla dziennikarzy polskich i polonijnych[8]